# When the Levee Breaks
When the Levee Breaks é uma canção lançada pela banda britânica de hard rock Led Zeppelin no álbum Led Zeppelin IV em 1971.
Foi originalmente gravada e lançada em 1929 pelo casal Kansas Joe McCoy e Memphis Minnie em referência à uma grande enchente ocorrida no estado americano do Mississippi em 1927; a banda regravou a letra, mas criou uma nova melodia baseado num solo de Jimmy Page criado especialmente para aquela faixa.
Também foi regravada pela banda A Perfect Circle no álbum eMOTIVe (2004), um álbum só de versões de outros artistas. 